# Neocentrobiella rara
Neocentrobiella rara är en stekelart som beskrevs av Girault 1915. Neocentrobiella rara ingår i släktet Neocentrobiella och familjen hårstrimsteklar. Inga underarter finns listade i Catalogue of Life.